# ویلیام هیل (تاجر)
ویلیام هیل (به انگلیسی: William Hill) (۱۶ ژوئیه ۱۹۰۳–۱۵ اکتبر ۱۹۷۱) تاجر بریتانیایی و بنیان‌گذار شرکت ویلیام هیل بود.
هیل در بیرمنگام متولد شد و در سن دوازده سالگی مدرسه را ترک کرد تا در مزرعه عمویش کار کند. هنگامی که در کارخانه ای در بیرمنگام کار می‌کرد، شروع به جمع‌آوری پول شرط‌بندی‌های غیرقانونی از مردم محلی با موتور سیکلت خود کرد. در سال ۱۹۱۹، هیل به نیروی پلیس سلطنتی ایرلند به عنوان یک راننده در حالی که زیر سن ۱۶ سال سن داشت، پیوست و در مالو، شهرستان کورک، ایرلند مستقر شد.
اگرچه او دفاتر قمار و شرط‌بندی قانونی را «سرطان بر جامعه» نامیده بود، اما اولین دفاتر خود را در سال ۱۹۶۶ افتتاح کرد.
او همچنین به پرورش اسب علاقه داشت. هیل در سال ۱۹۷۰ بازنشسته شد و سال بعد در نیومارکت در سن ۶۸ سالگی درگذشت. وی در سال ۱۹۳۴ شرکت ویلیام هیل را تأسیس کرد.